# Leichtathletik-Weltmeisterschaften der Behinderten 2011/Teilnehmer (Belgien)
| stlisierte Goldmedaille | stlisierte Silbermedaille | stlisierte Bronzemedaille |
| ----------------------- | ------------------------- | ------------------------- |
| —                       | 1                         | —                         |

Aus Belgien waren zwei Athleten bei den Para-Leichtathletik-Weltmeisterschaften 2011 vertreten, von denen einer eine Silbermedaille errang.

## Ergebnisse

### Männer
| Athleten               | Wettbewerb     | Vorlauf / Vorkampf | Vorlauf / Vorkampf | Halbfinale   | Halbfinale | Finale       | Finale |
| Athleten               | Wettbewerb     | Zeit / Weite       | Rang               | Zeit / Weite | Rang       | Zeit / Weite | Rang   |
| ---------------------- | -------------- | ------------------ | ------------------ | ------------ | ---------- | ------------ | ------ |
| Frederic van Den Heede | Marathon T46   | –                  | –                  | –            | –          | DNF          | –      |
| Gino de Keersmaeker    | Diskuswurf F42 | –                  | –                  | –            | –          | 41,70 m      |        |